# Fingerprince
Fingerprince (1977) es el tercer álbum del grupo estadounidense avant-garde, The Residents.
Fingerprince había sido planificado inicialmente como un álbum de tres caras, pero la idea fue abandonada debido a la impracticabilidad de esta. Es así que la tercera cara del álbum fue lanzada como un EP en el año 1979 titulado Babyfingers.

## Lista de canciones
Todas las canciones escritas y compuestas por The Residents. 
| N.º   | Título                  | Duración |  |
| 1.    | «You Yesyesyes»         | 3:00     |  |
| 2.    | «Home Age Conversation» | 2:03     |  |
| 3.    | «Godsong»               | 3:41     |  |
| 4.    | «March de la Winni»     | 0:58     |  |
| 5.    | «Bossy»                 | 1:00     |  |
| 6.    | «Tourniquet of Roses»   | 3:15     |  |
| 7.    | «You Yesyesyes Again»   | 2:35     |  |
| 20:32 |                         |          |  |

## Babyfingers
Segundo EP de la banda. Originalmente Babyfingers fue pensado para ser lanzado como parte del Fingerprince Collectors' Box. Lo cual terminó siendo cancelado. Finalmente este fue lanzado en 1979 por Ralph Records.
Todas las canciones incluidas aparecieron como bonus tracks de Fingerprince desde 1988.

### Lista de canciones
Todas las canciones escritas y compuestas por The Residents. 
| N.º   | Título                       | Duración |  |
| 1.    | «Monstrous Intro»            | 0:41     |  |
| 2.    | «Death in Barstow»           | 2:03     |  |
| 3.    | «Melon Collie Lassie»        | 2:53     |  |
| 4.    | «Flight of the Bumble Roach» | 2:14     |  |
| 5.    | «Walter Westinghouse»        | 8:05     |  |
| 15:56 |                              |          |  |